# Bière rousse

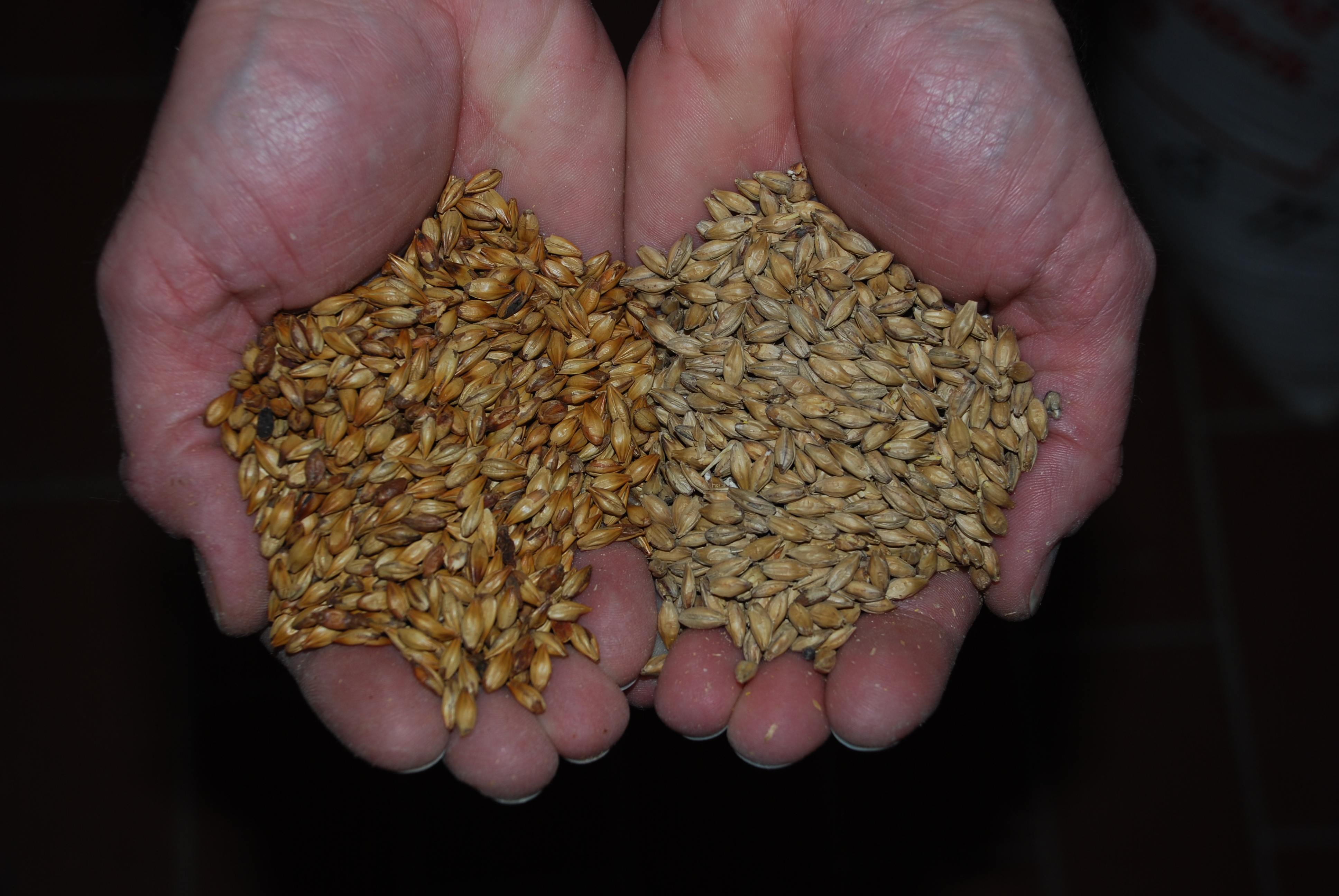
Comparaison de deux types de malt : ambré (à gauche) et blond (à droite)

Une bière rousse est une bière brassée à partir de malts blonds, peu touraillés, des malts caramels ou ambrés ou de l'orge grillé non-malté, qui donnent leur couleur à ce type de bière.

## Recettes et brassages
Les proportions varient en fonction des brasseurs et des recettes. L'une des recettes possibles inclut des malts blonds à hauteur de 92,5 %, et un mélange de malts ambrés (5 %) et malts caramels (2,5 %). Différentes variétés de houblons sont utilisées, en fonction de l'amertume recherchée.

## Zones de production et de consommation
La bière rousse est originaire des pays celtiques. L'ale rousse irlandaise, qui est un type d'ale inspirée de la bière produite en Irlande, rencontre une grande popularité en Amérique du Nord et dans certains pays d'Europe depuis la fin du 20e siècle.